# Simon Arnauld de Pomponne
Simon Arnauld, seigneur (1660) més tard marquès (1682) de Pomponne (París novembre de 1618 - Fontainebleau 26 de setembre de 1699) va ser un ambaixador, Secretari d'Estat dels Afers estrangers francesos i ministre d'Estat en el regnat de Louis XIV de França.

## Biografia

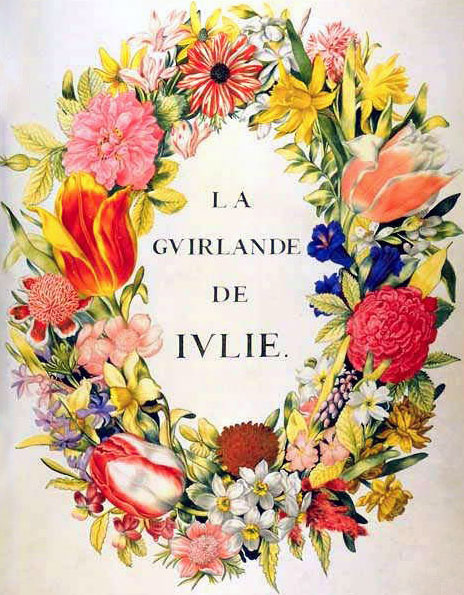
La Guirlande de Julie, revista on publicà poemes

Nacut el novembre de 1618, Simon era fill de Robert Arnauld d'Andilly
La família Arnauld eren nobles originaris de la Basse-Auvergne i van arribar a París a mitjan segle xvi.
Arnauld d'Andilly va ser rebut pels medis literaris i mundans i ell va frequentar la « Chambre bleue » de Madame de Rambouillet Va participar en el manuscrit poètic la Guirlande de Julie
El 1642, Robert Arnauld d'Andilly obté de Louis XIII de França que el seu fill sigui nomenat intendent de la plaça forta de Casal, A Itàlia.
Sota la protecció de Le Tellier, secretari d'estat de la guerra, que participa en diverses missions de l'exèrcit incloent la de l'any 1651, que el portà a Catalunya aleshores separada d'Espanya.
Gràcies al seu bon coneixement del Nord d'Itàlia se l'envià a una missió diplomàtica a Mantova 
Una vegada retornat a Paris el febrer der 1665, Pomponne no és oblidat pels seus amics Claude Le Peletier i Michel Le Tellier, des de 1665, va ser nomenat ambaixador extraordinari a Estocolm. Va deixar Suècia l'any 1668.
Posteriorment va ser enviat als Països Baixos i prepara la Guerra dels dos anys (1669-1671).
Louis XIV l'envià de nou a Estocolm (1671), per tal de tractar d'obtenir que suècia abandonés la Triple Aliança. A la mort d'Hugues de Lionne va ser nomenat secrétaire d'État des Affaires étrangères. Pomponne cau en desgràcia reial entre el 1679-1691.
El 1691 Pomponne passa a ser ministre d'État
Pomponne finalment el 1699 va ser nomenat surintendant des postes (1697) va ser enterrat a l'église Saint-Merry de París, però el seu cor va ser enterrat a l'església Saint-Pierre-Saint-Paul de Pomponne.

## Obres
- Simon Arnauld de Pomponne, Mémoires,[7] éd. J. Mavidal, Paris : B. Duprat, 1860, 2 vol.
- Simon Arnauld de Pomponne, Relation de mon ambassade en Hollande (1668-1671), éd. H.H. Rowen, Utrecht, 1955.
- Simon Arnauld de Pomponne a par ailleurs laissé d'autres mémoires inédits sur ses missions diplomatiques.[8]